# Battaglia di Fetterman
La battaglia di Fetterman ebbe luogo il 21 dicembre 1866 nell'ambito della cosiddetta 'guerra di Nuvola Rossa' combattuta tra il 1866 e il 1868 per il possesso della regione del fiume Powder, nell'allora Territorio del Wyoming. La battaglia prese il nome dall'ufficiale che comandava il contingente di soldati americani sterminato da forze congiunte di indiani Oglala Sioux, Cheyenne e Arapaho.
L'origine della guerra fu la costruzione, nell'estate di quell'anno, di tre avamposti militari (Fort Reno, Fort Phil Kearny e Fort C. F. Smith) lungo il corso del fiume Powder e ai piedi dei Monti Bighorn (Wyoming). La presenza dei soldati in quella regione aveva lo scopo di proteggere le carovane che percorrevano la pista aperta da John Jacobs e John Bozeman nel 1863 (Bozeman Trail o pista Bozeman) per raggiungere i campi auriferi del Montana. Quel percorso, se da un lato consentiva ai pionieri diretti a ovest una traversata più celere, era però estremamente pericoloso in quanto attraversava i tradizionali territori di caccia dei Sioux e delle tribù loro alleate, Cheyenne e Arapaho.

## Antefatto
Il Trattato di Fort Laramie del 1851 firmato tra rappresentanti del governo di Washington e capi delle tribù Cheyenne, Sioux, Arapaho, Shoshone e Crow, aveva come scopo di creare rapporti “fondati sull’amicizia e sulla buona fede e di fare una pace effettiva e duratura”. Il trattato aveva assegnato quel territorio alla tribù dei Crow mentre gli indiani si impegnavano a non farsi guerra tra di loro, né di farla ai bianchi e a consentire la “costruzione di piste e di postazioni militari” nonché il transito delle carovane di migranti sull'Oregon Trail. Ma nel decennio successivo anche Sioux, Cheyenne e Arapaho, tradizionali nemici dei Crow, si erano riversati nella regione a est del fiume Powder che era così diventata il loro ricco territorio di caccia.

## Fort Phil Kearny
L'arrivo dei soldati nella regione del fiume Powder e il numero crescente di coloni che vi transitavano per raggiungere il Montana, crearono le condizioni per innescare il conflitto. Nel mese di giugno del 1866 Nuvola Rossa era a Fort Laramie con altri capi indiani per colloqui di pace con i rappresentanti del governo. Il 16 giugno giunse notizia che una colonna di soldati, seguita da una lunga carovana di carri che trasportavano scorte e approvvigionamenti, era arrivata in quella regione per la costruzione di avamposti militari proprio nel cuore dei terreni di caccia dei Sioux. Nuvola Rossa, sentendosi ingannato, reagì con rabbia a questa notizia e affermò: «L'uomo bianco mente e ruba. Le mie tende erano molte, ma ora sono poche. L'uomo bianco vuole tutto. L'uomo bianco deve combattere, e l'indiano morirà dove è morto suo padre.»

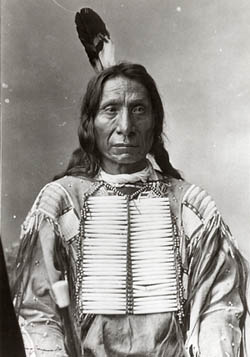
Nuvola Rossa

Le trattative furono interrotte immediatamente e Nuvola Rossa si trasferì con il suo accampamento sul fiume Tongue nella regione del Powder River per meglio contrastare l'arrivo dei bianchi. Subito dopo diede il via a pesanti rappresaglie nei confronti di tutti coloro che transitavano lungo il Bozeman Trail.
In poche settimane di guerriglia Sioux e Cheyenne rubarono bestiame, attaccarono carovane, uccisero e ferirono viaggiatori, distrussero una quantità enorme di merci. Queste incursioni resero molto rischioso il transito sulla pista, anche perché l'esercito non riusciva a garantirne la sicurezza, e lasciarono una lunga scia di sangue su quello che è stato in seguito ribattezzato ‘Bloody’ Bozeman Trail.

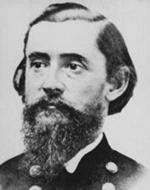
Il colonnello Henry B. Carrington

L'attenzione degli indiani si spostò poi su Fort Phil Kearny che, a partire da luglio, fu sottoposto quasi ad un assedio con numerosi attacchi che ne tennero la guarnigione in uno stato di allarme continuo. I raid degli indiani si ripetevano sempre alla stessa maniera. Essi arrivavano in gruppi non molto numerosi, attaccavano il forte o i soldati che ne erano usciti per rifornirsi di legna e poi si ritiravano rapidamente. Gli indiani erano maestri in questa tattica di hit-and-run (colpisci e fuggi) e inoltre la loro abilità di combattere cavalcando li rendeva oltremodo temibili.
Nel forte i giovani ufficiali erano insofferenti e desiderosi di passare all'offensiva, ma questa loro insofferenza si scontrava con l'atteggiamento prudente e attendista del colonnello Henry B. Carrington, comandante del presidio, che invece cercava di evitare qualsiasi scontro con gli indiani. La prudenza di Carrington era giustificata dal fatto che i due terzi dei soldati di fanteria erano reclute non addestrate, per di più armate con i vecchi e pesanti fucili ad avancarica Springfield calibro 58 usati durante la guerra civile americana, scomodi da maneggiare e lenti da caricare. Per questo motivo i soldati erano incapaci di contrastare i loro avversari e di assolvere il compito di proteggere i migranti che attraversavano quel territorio.
La situazione mutò agli inizi di novembre quando, a rafforzare la guarnigione di Fort Phil Kearny, da Fort Laramie arrivò il tenente Horatio S. Bingham con una compagnia di 63 cavalleggeri del 2º Reggimento di cavalleria tutti dotati di carabine Spencer a retrocarica. Queste carabine usavano cartucce metalliche ed avevano una potenza di fuoco e precisione di tiro di gran lunga superiori a quella degli obsoleti fucili Springfield.

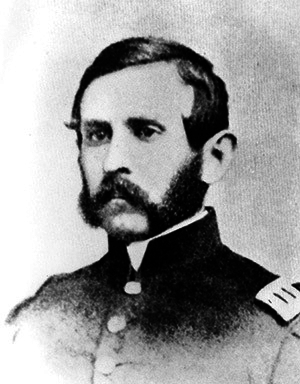
Il capitano William Judd Fetterman

Con i cavalleggeri c'erano anche 45 soldati di fanteria, i capitani William J. Fetterman e James Powell e il tenente George W. Grummond, tutti ufficiali esperti perché avevano combattuto nella Guerra di secessione americana che divennero subito i più feroci critici dell'operato di Carrington. In particolare, il capitano Fetterman era un giovane e stimato ufficiale che si era distinto nella guerra civile e aveva un'encomiabile carriera militare alle spalle, ma nessuna esperienza di lotta contro gli indiani. Testardo e determinato, Fetterman era fermamente convinto che la stretta osservanza della tradizionale strategia militare lo avrebbe portato alla vittoria, come sempre gli era accaduto in passato. Considerava un codardo il nemico che scappava e un debole l'ufficiale che assumeva una posizione difensiva. Con atteggiamento guascone parlava di «prendere il cuore di Nuvola Rossa» e con tracotanza amava ripetere «Datemi un’ottantina di soldati e spazzerò via tutta la nazione Sioux».
Jim Bridger, il famoso esploratore e mountain man che svolgeva funzioni di guida per il colonnello Carrington, così commentò le parole spregiudicate di Fetterman. «I tuoi uomini che hanno combattuto giù nel sud [nella Guerra civile] sono pazzi! Non sanno nulla su come combattere gli indiani». E la prova che l'abilità e l'audacia degli indiani come guerrieri fosse stata pericolosamente sottostimata ce la fornisce Margaret, la prima moglie di Carrington «Questi indiani sono ovunque, là dove pensi che non ci siano; ed è certo che non ci sono da nessuna parte, là dove supponi che ci siano. Splendidi negli agguati e nelle trappole; perfetti nel cavalcare; astuti nella strategia; diffidenti e attenti alla vita in battaglia; esultanti nella vittoria; diabolici e terribili nella vendetta».

## Primi tentativi degli indiani
Il 6 dicembre ci fu uno dei tanti attacchi dei guerrieri di Nuvola Rossa a un gruppo di soldati che erano su un'altura nei pressi del forte per approvvigionarsi di legna. Lo scopo era quello di far uscire altri soldati dal forte per attirarli in una trappola. Il colonnello Carrington alla testa di 40 uomini uscì dal forte per dar l'impressione di aver abboccato, ma nel contempo aveva ordinato al capitano Fetterman di portarsi con un contingente di 240 cavalleggeri sul versante opposto del colle per prendere gli assalitori alle spalle. In realtà lo scontro che ne seguì fu di portata minima con perdite ridotte a due morti e sette feriti tra i soldati e una situazione pressappoco analoga tra gli indiani. Fu questa la premessa allo scontro cruento che ci sarebbe stato due settimane dopo. Rientrati al forte, i soldati sembravano ansiosi di tornare subito a combattere per saldare i conti con i pellerossa e Fetterman era il più baldanzoso di tutti.  Non aveva alcuna considerazione per la capacità di combattere degli indiani e quella prima schermaglia lo aveva reso ancora di più certo della propria superiorità, cosa che desiderava ardentemente ribadire in battaglia. Per questo motivo non mancava di mostrarsi apertamente sprezzante nei confronti di Carrington che invece aveva una posizione, a suo dire, eccessivamente attendista.
Dal canto loro, gli indiani dopo l'episodio del 6 dicembre erano convinti di poter attirare i soldati fuori dal forte per poterli poi sterminare in un agguato. Il 19 dicembre misero in atto di nuovo il vecchio trucco dell'esca. Attaccarono la carovana del legno e quando una forza di soccorso guidata dal capitano Powell uscì dal forte, si ritirarono sperando di attirare i soldati in un'imboscata dall'altra parte di un'altura, il Lodge Trail Ridge. Powell, tuttavia, ottemperando agli ordini ricevuti, non inseguì gli attaccanti oltre la cresta del colle e per quel giorno l’imboscata fallì.

## La trappola
Due giorni dopo, nella Luna degli alberi scoppiettanti, gli indiani fecero un nuovo tentativo. Questa volta erano oltremodo fiduciosi perché il giorno precedente un winkte (sciamano ermafrodita), dopo aver eseguito un rito propiziatorio, aveva preconizzato che cento soldati sarebbero caduti nelle mani dei guerrieri. Era quello che essi aspettavano. I guerrieri, esultanti, gridarono «Che il sole sorga presto, sarà una giornata gloriosaǃ»
Era il 21 dicembre e, intorno alle ore 10, in una mattinata gelida e con ampie chiazze di neve che ricoprivano il terreno, una carovana di boscaioli lasciò il forte scortata da un gruppo di soldati con il consueto compito di raccogliere legna in una località a poco più di un miglio a nord del forte.

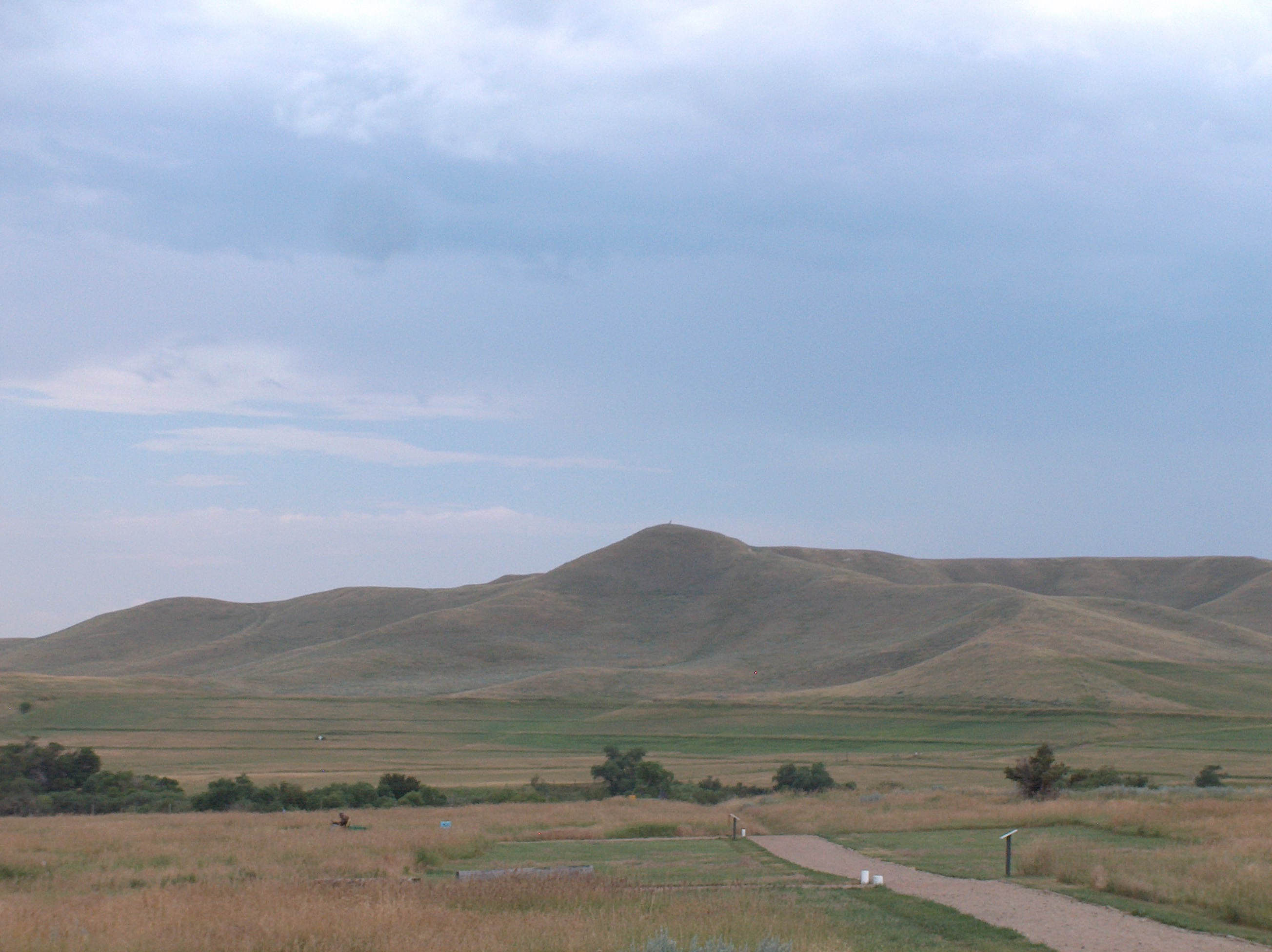
L'altura di Pilot Hill era un punto di osservazione costantemente presidiato. Da lassù la sentinella segnalava al forte eventi che si svolgevano nella sottostante valle del Little Piney Creek e sul Bozeman Trail

Meno di un'ora dopo, quando la carovana era appena giunta in una pineta, la sentinella che era su Pilot Hill avvertì Carrington che i soldati erano stati attaccati dagli indiani. Per difendere i taglialegna, Carrington approntò subito una colonna di soccorso e ne affidò il comando al capitano Powell. Fu a questo punto che il capitano Fetterman rivendicò di assumere il comando dell'operazione vantando una maggiore anzianità di servizio e Carrington, anche se riluttante, dovette cedere a questa richiesta e affidargli il controllo della spedizione. Oltre a Fetterman, il gruppo di soccorso comprendeva 49 uomini del 19º Reggimento di Fanteria. Gli ordini dati da Carrington a Fetterman furono perentori: «... dare soccorso al convoglio del legno e riferirmi. Non ingaggiare o inseguire gli indiani a rischio del convoglio. In nessun caso inseguire gli indiani oltre il Lodge Trail Ridge». Frances Courtney, moglie del tenente George W. Grummond, nelle sue memorie riporta che, per dare maggior forza alle sue parole, Carrington ripeté due volte l'ordine a Fetterman. In realtà, una volta uscito dal forte, Fetterman non procedette a ovest lungo le Sullivant Hills, dove era il convoglio del legno, ma fu visto spostarsi a nord-est direttamente verso Lodge Trail Ridge in quello che doveva essere interpretato come un tentativo di tagliare la ritirata ai predatori indiani Mentre la colonna di soldati si allontanava dal forte Carrington ne osservava i movimenti dall'alto della torre di avvistamento posta in cima alla struttura che ospitava il quartier generale e ciò fa supporre che quell'azione potrebbe essere stata una strategia offensiva precedentemente concordata con Fetterman. In caso contrario Carrington avrebbe avuto il tempo sufficiente per mandare una staffetta, richiamare la colonna e far osservare i suoi ordini.
Subito dopo dal forte uscì anche il tenente Grummond che aveva avuto il permesso di condurre un piccolo reparto di 27 uomini del 2º Reggimento di cavalleria, armati con carabine Spencer, in appoggio al distaccamento di fanteria guidato da Fetterman. Gli ordini che Carrington diede a Grummond furono «... riferire al capitano Fetterman di obbedire implicitamente agli ordini e non lasciarlo».
Con il reparto di Grummond c'erano anche il capitano Frederick Brown, ufficiale stimato e veterano della guerra di secessione, e due civili, James Wheatley e Isaac Fisher. Questi due erano i soli armati con i fucili a ripetizione Henry ed essi erano impazienti «... di provarli sui pellerossa» Questi nuovi fucili erano armi micidiali. Potevano sparare sedici colpi in sequenza, prima di dover essere ricaricati, ed avevano una notevole precisione di tiro. In totale, quindi, la colonna di soccorso era formata da tre ufficiali, 76 soldati e due civili. Per ironia della sorte, Fetterman disponeva proprio di quel numero di soldati che, come aveva tante volte affermato, sarebbero bastati per debellare l’intera nazione Sioux. Purtroppo, però, l'ignoranza di evidenti segnali premonitori combinata con la prevedibilità delle mosse da parte dell'esercito, portò come conseguenza ad ottenere il risultato opposto.

## La battaglia
Gli indiani, nel frattempo, raggiunto lo scopo di far uscire i soldati dal forte, avevano cessato l'attacco alla carovana del legno e si erano ritirati sulla cima del Lodge Trail Ridge. Di lì, un drappello di uomini-esca formato da due Arapaho, due Cheyenne e due Sioux per ogni tribù Lakota, tra cui Cavallo Pazzo, Gobba e Cavallo Americano, cominciò a schernire i soldati, che procedevano lentamente a piedi, nel tentativo di attirarli nella valle del Piney Creek (torrente Piney). Il più attivo tra gli indiani era Cavallo Pazzo che urlava e agitava una coperta rossa per far supporre che stesse coprendo la ritirata al gruppetto di uomini-esca. I soldati cominciarono a sparare e gli indiani si dispersero lungo il pendio in maniera disordinata simulando di essere spaventati. Per due volte Cavallo Pazzo scese da cavallo e, mentre le pallottole gli fischiavano tutt'intorno, si attardò fingendo di esaminare gli zoccoli dell'animale. In realtà questa tattica dell'elastico aveva il solo scopo di consentire che la distanza tra gli indiani e il gruppo di soldati e di cavalleggeri, che procedevano al passo, non aumentasse. Poi il gruppetto di uomini-esca scomparve al di là del Lodge Trail Ridge.
A questo punto Fetterman probabilmente vide concretizzarsi l'opportunità di quella vittoria di prestigio sugli indiani che rincorreva fin dal suo arrivo al forte e spronò i suoi a scollinare oltre il pendio per inseguire gli indiani nella valle del Piney Creek.

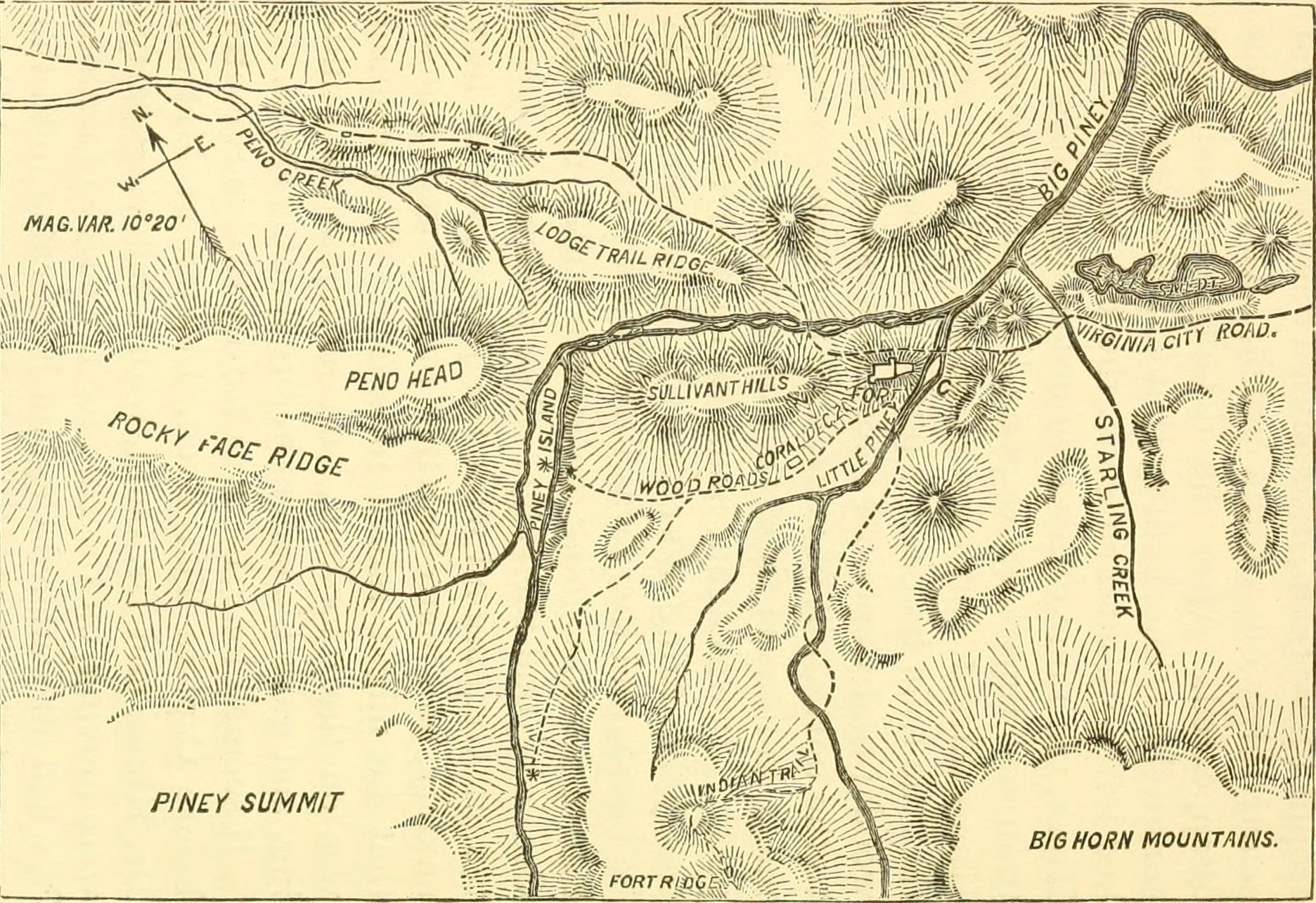
Mappa dettagliata del territorio intorno a Fort Phil Kearny dove si svolse la battaglia

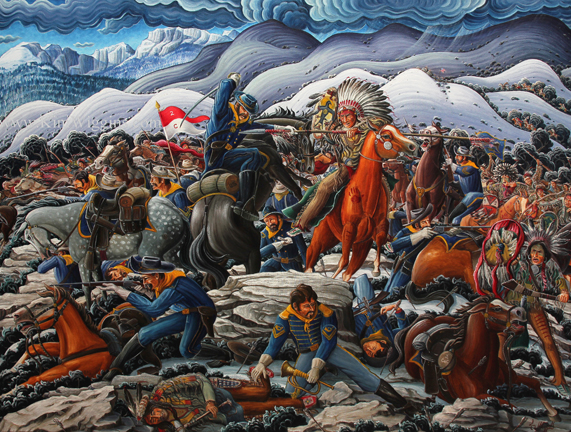
'Battaglia di Fetterman', opera dell'artista impressionista Kim Douglas Wiggins

Fetterman con i suoi ottanta uomini scomparve dalla vista del forte e finì dritto nella trappola. Nella valle, ad attendere i soldati c'era una forza di dimensioni senza precedentiː oltre duemila guerrieri Sioux, Cheyenne e Arapaho che, grazie al terreno aspro, rimasero ben nascosti tra rocce e cespugli, dietro le colline e nei boschi vicini, fino a quando scattò la trappola. Un altro vantaggio chiave per gli indiani fu che la valle scelta per l'imboscata, posta al riparo dietro le colline, rimaneva defilata rispetto al tiro del cannone del forte. Ciò che accadde dopo e la sequenza precisa degli eventi è una cosa impossibile da definire poiché non ci furono sopravvissuti tra i soldati. Le sole testimonianze che ci sono pervenute vengono da fonti di parte indiana.
Gli uomini-esca di Cavallo Pazzo si divisero in due gruppi che al galoppo si incrociarono più volte tra di loro. Era il segnale stabilito. Il capo Cheyenne Piccolo Cavallo alzò la lancia e suoi guerrieri insieme agli Arapaho uscirono dalle gole dove si erano rintanati e si lanciarono al galoppo verso i soldati. Dal versante opposto caricarono i Sioux che avevano in Cavallo Pazzo e Gobba i loro capi di guerra e il fragore degli zoccoli riempì tutta la valle. I soldati furono aggrediti su tutti i lati dagli indiani. Fetterman cercò una posizione difensiva su un pendio,  ma così facendo si separò dai cavalleggeri di Grummond che erano più avanti e ridusse la capacità difensiva dei propri uomini. La battaglia che ne seguì fu violenta. Gli indiani, cavalcando al galoppo, lanciarono una tempesta di frecce sui soldati (sul terreno se ne contarono circa quarantamila) per poi assalire i superstiti con feroci corpo a corpo fino a quando l'intero contingente di soldati fu sterminato. Sulla base di un'accurata indagine autoptica e dei racconti postumi degli indiani si è stabilito che Fetterman fu prima abbattuto con un colpo di mazza dal capo Oglala Lakota Cavallo Americano per poi essere sgozzato. Dall'inizio della battaglia erano trascorsi circa quaranta minuti. Il bilancio fu pesante anche per gli indiani che contarono circa duecento tra morti e feriti, molti dei quali trafitti dalle loro stesse frecce nella concitata fase finale della battaglia, in quello che i bianchi chiamano il 'Massacro di Fetterman', mentre gli indiani lo ricordano come la 'Battaglia dei cento morti'.
La maggior parte dei soldati risultò colpita da frecce e soltanto sei di essi furono uccisi da pallottole ciò a dimostrazione che un ridottissimo numero di indiani era dotato di fucili, mentre il grosso degli assalitori combatté quella battaglia con le tradizionali armi tribaliː archi e frecce, lance, pugnali e mazze da guerra.
Quando al forte giunse il rumore della battaglia, Carrington approntò una colonna di soccorso di sessantasette uomini e due carri e l'affidò al capitano Tendor Ten Eyck con l'ordine di raggiungere il distaccamento di Fetterman “a tutti i costi”. La colonna di soccorso arrivò sulla cresta del Lodge Trail Ridge circa trenta minuti dopo la fine della battaglia. Nella valle del Piney Creek si aggiravano ancor gruppi di indiani che, con aria di sfida, invitarono i soldati a scendere e a combattere. Ten Eyck, invece, si fermò prudentemente sulla cresta dell'altura e attese fin quando tutti gli indiani si furono ritirati.
Alla fine, quando potettero raggiungere il campo di battaglia, davanti ai loro occhi si aprì l'orrendo spettacolo dei corpi dei soldati privati dei vestiti e orribilmente mutilati. Dopo aver recuperato quarantanove corpi, compresi quelli di Fetterman e Brown, Ten Eyck preferì interrompere quel compito pietoso e rientrare al forte a causa dell'avvicinarsi dell'oscurità e, soprattutto, per il pericolo incombente di una grande forza nemica ancora nei pressi.

## Dopo la battaglia
Al rientro al forte i soldati superstiti e i civili vissero una lunga notte insonne con il terrore cha da un momento all'altro ci potesse essere un altro attacco degli indiani che invece non arrivò mai.
Il mattino seguente Carrington stesso guidò una colonna di ottanta uomini sulla scena del massacro per recuperare i resti degli altri sventurati caduti e anche lui si trovò di fronte a qualcosa di inimmaginabile. C'erano corpi congelati sparsi in tutta la valle, tutti fatti oggetto di orrende mutilazioni, e pozze di sangue ghiacciato ovunque. Nel suo rapporto ufficiale Carrington, inorridito, parlò di «... occhi cavati dalle orbite, nasi e orecchie mozzati, cervelli tolti dalla scatola cranica, intestini avulsi e messi in mostra, mani e piedi mozzati, braccia strappate dalle loro cavità, genitali staccati e sconciamente appoggiati sul corpo...» Notò anche che uno dei due civili, che avevano combattuto strenuamente con i loro fucili a ripetizione, fu trovato con «... centocinque frecce nel suo corpo nudo».

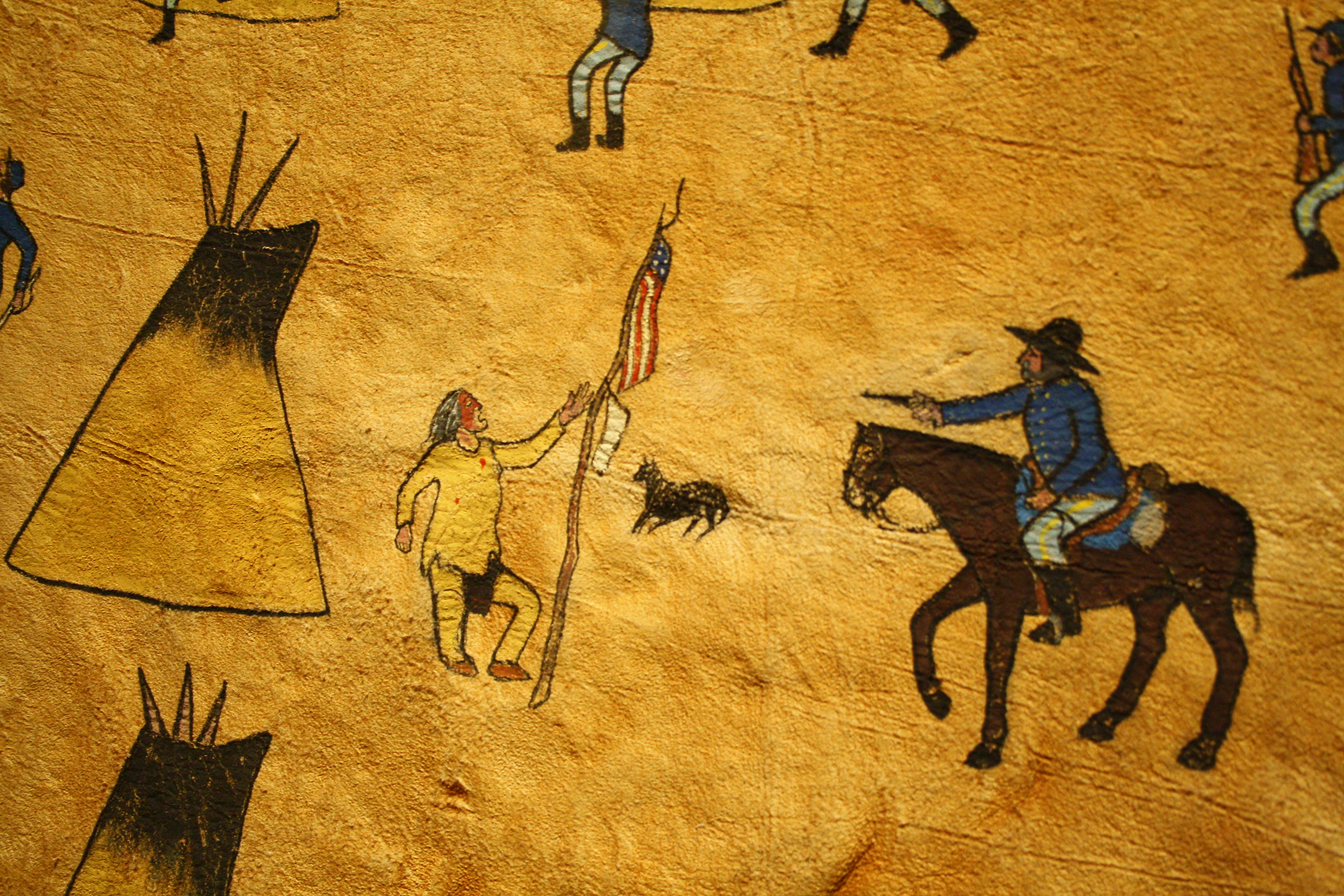
Porzione di un pittogramma che rappresenta il massacro del Sand Creek, da un Winter Count (conteggio d'inverno) conservato al Buffalo Bill Center of the West a Cody (Wyoming)

Insomma, una scena orripilante. Il perché di tanta bestiale ferocia da parte degli indiani è difficilmente comprensibile se non messo in relazione con anni di frustrazioni e di odio crescente per i bianchi, ma soprattutto come rivalsa per l'analogo, orrendo scempio di corpi perpetrato dai soldati del colonnello Chivington contro un inerme accampamento di Cheyenne meridionali e Arapaho al Sand Creek due anni prima.
Temendo il peggio, Carrington aveva riunito nel deposito delle munizioni le donne e i bambini con l'ordine di fare saltare tutto in aria se gli indiani si fossero impadroniti dell'avamposto e ciò per impedire che potessero cadere vivi nelle mani degli indiani.  Inviò poi un messaggero a Fort Laramie per portare la notizia dell'eccidio e la richiesta urgente di rinforzi. Il messaggero, John “Portugee” Phillips, si mosse con cautela di notte fino al sorgere dell'alba per poi fermarsi di giorno trovando riparo tra arbusti e crepacci o cavalcando in luoghi solitari fino all'arrivo della notte successiva. Procedette così di notte in notte con un solo pensiero nella mente: salvare coloro che erano in pericolo. Dopo essersi fermato a Fort Reno e poi alla stazione telegrafica di Horse Shoe Creek per inviare un dispaccio ai generali Grant e Cooke, giunse infine a Fort Laramie la sera della vigilia di Natale avendo percorso 236 miglia con un'estenuante cavalcata in aperto territorio indiano e in un'autentica tormenta di neve. La notizia dell'eccidio di Fetterman si diffuse nell'intero Paese e creò un clima di grande apprensione per la sorte degli avamposti militari lungo il Bozeman Trail.
A Fort Laramie, intanto, cominciarono preparativi frenetici per approntare una colonna di soccorso da inviare a Fort Phil Kearny, ma a causa di condizioni meteorologiche estremamente avverse i rinforzi non poterono partire prima del 6 gennaio.
Per questo motivo a Fort Phil Kearny, dove la guarnigione era ridotta di un terzo degli effettivi (in sei mesi erano stati uccisi 96 soldati) e poteva contare su scarse munizioni, si vissero settimane di grande tensione per la minaccia incombente di un possibile nuovo attacco da parte degli indiani. A dar loro un aiuto inatteso ci pensò la stagione che si presentò con un inverno rigidissimo. Con l'inizio del mese della Luna del ghiaccio sulla tenda (gennaio), gli indiani abbandonarono ogni operazione sul campo e si ritirarono nei loro tepee in attesa che il grande gelo terminasse. Alla fine, il 16 gennaio a Fort Phil Kearny arrivò il generale di brigata Henry W. Wessells con due compagnie di cavalleria, quattro di fanteria e con i rifornimenti necessari per mettere in sicurezza quell'avamposto. Paradossalmente c'era stato bisogno di un massacro per inviare a Fort Phil Kearny quei rinforzi che Carrington aveva inutilmente richiesto fin da luglio, quando aveva iniziato la costruzione del forte.

## Le conseguenze

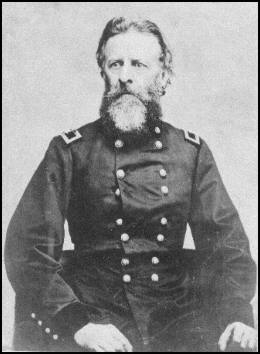
Il generale Philip St. George Cooke

Le conseguenze del massacro di Fetterman furono pesanti e il generale Philip St. George Cooke, comandante del Dipartimento del Platte e diretto superiore di Carrington, alla ricerca di un capro espiatorio da offrire all'opinione pubblica, attribuì la colpa di quella tragedia proprio a Carrington, mentre Fetterman veniva celebrato come "martire ed eroe nazionale". È interessante notare che la spiegazione che il Dipartimento degli affari indiani fornì per l'attacco degli indiani era che essi erano stati "resi disperati a causa della fame”. Biasimato dalla stampa e dall'opinione pubblica, Carrington venne rimosso dal suo incarico su disposizione del generale Cooke e come comandante del forte gli subentrò il generale Wessells.
Carrington lasciò Fort Kearny il 23 gennaio insieme alla moglie, alle altre donne (inclusa la moglie incinta del defunto tenente Grummond) e ai bambini. Durante l'estenuante viaggio verso Fort Caspar (Wyoming), circa 200 miglia più a sud, essi dovettero affrontare temperature di parecchi gradi sotto lo zero per cui metà dei 60 soldati di scorta ebbe seri problemi di congelamento alle parti esposte del volto e agli arti. Pochi giorni dopo anche il generale Cooke subì la stessa sorte di Carrington e fu sostituito come comandante del Dipartimento della Platte dal generale Christopher C. Augur.
Nel contempo a Washington la politica si sentì pesantemente coinvolta e il governo decise che la pista Bozeman non poteva più essere protetta e la chiuse definitivamente al traffico civile lasciandola aperta solo per i fornitori di approvvigionamenti militari. Su sollecitazione del Senato il presidente Andrew Johnson il 18 febbraio istituì una speciale commissione con il compito di visitare i territori indiani e di accertare come si erano realmente svolti i fatti.
La primavera successiva, in un'audizione a Fort McPherson, Carrington fu scagionato da ogni responsabilità. Nel suo rapporto dell'8 luglio 1867, la commissione confermò che più volte Carrington aveva ripetuto il suo ordine che la colonna di soccorso di Fetterman non avrebbe dovuto superare il Lodge Trail Ridge. Il rapporto concludeva anche che l'ufficiale comandante del Dipartimento del Platte non gli aveva fornito truppe e rifornimenti necessari per affrontare una situazione di guerra aperta. Il generale Philip Sheridan, neo responsabile del Dipartimento Militare del Missouri, dichiarò esplicitamente «Il rapporto del colonnello Carrington, per quanto a sua personale conoscenza, è stato pienamente convincente». Malgrado ciò, la reputazione di Carrington subì danni pesanti da tutta quella vicenda ed egli concluse la sua carriera militare assegnato a compiti di minore importanza.

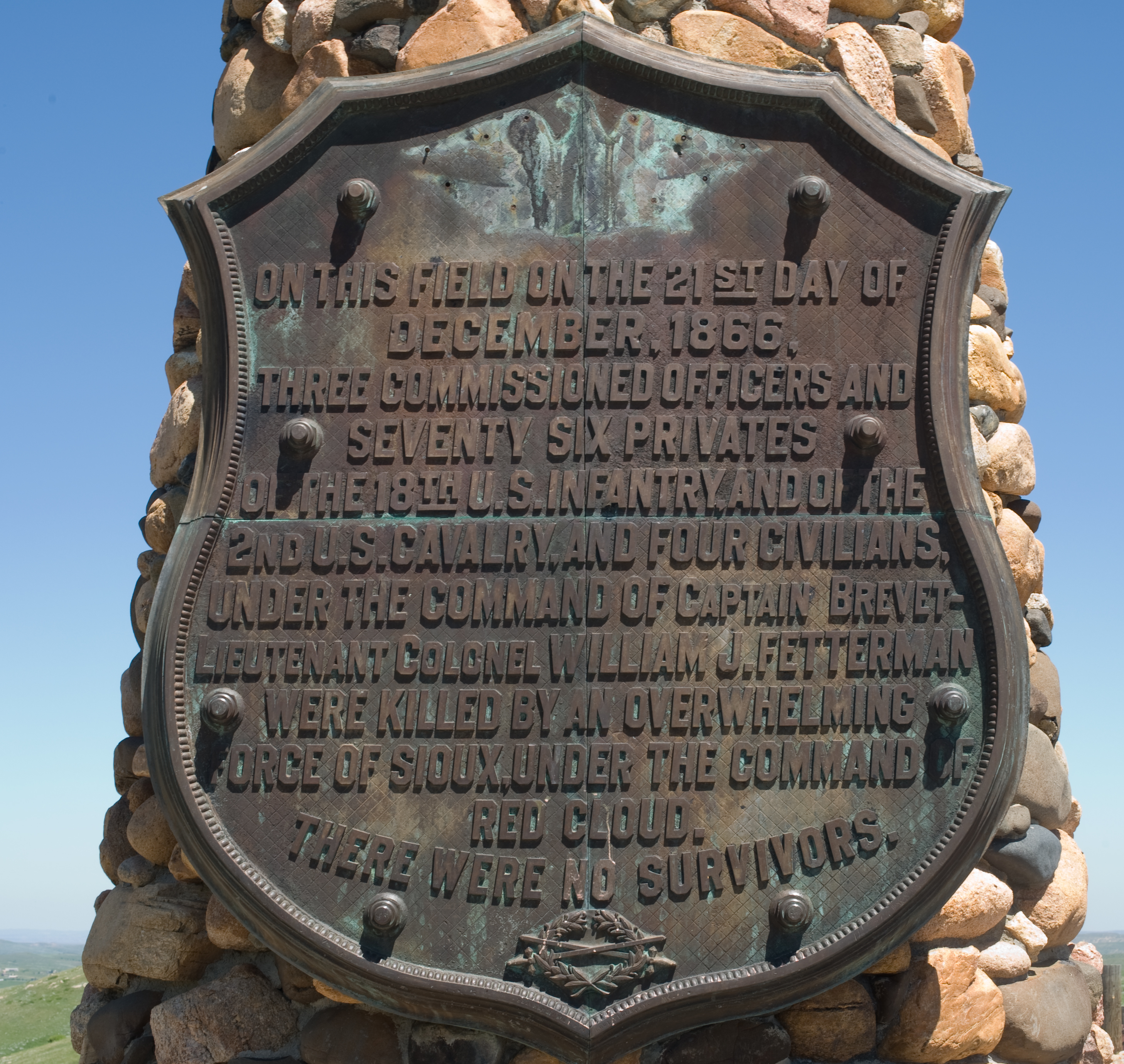
Targa posta alla base del monumento eretto nel 1930 sul sito dove ebbe luogo la battaglia

Dopo aver lasciato l'esercito il 15 dicembre 1870, Carrington con l'apporto della seconda moglie trascorse il resto della sua vita lavorando a varie pubblicazioni con il solo fine di riabilitare il proprio nome. Nel 1908, Carrington fu il relatore ufficiale per la celebrazione del 4 luglio, in occasione del 'Quarantesimo anniversario dell'apertura del Wyoming' e di una riunione dei sopravvissuti di Fort Phil Kearny a Sheridan, Wyoming ed anche in quell'occasione nel suo lungo monologo egli ribadì la sua totale innocenza.
Nella primavera del 1868, quando la ferrovia Union Pacific Railroad fu completata, l'alto costo sostenuto dal governo per la protezione del Bozeman Trail non fu più ritenuto necessario. Il 29 luglio di quell'anno i soldati lasciarono Fort C.F. Smith che subito dopo venne bruciato da Cavallo Pazzo e dai suoi guerrieri. Qualche giorno dopo le ultime unità dell’esercito abbandonarono Fort Phil Kearny e Fort Reno come condizione preliminare per la negoziazione da parte di Nuvola Rossa di un nuovo trattato di pace. Ancor prima che le colonne dell'esercito fossero uscite dal territorio, Sioux e Cheyenne diedero fuoco anche a questi due forti ponendo così fine a quel conflitto successivamente chiamato dagli storici 'guerra di Nuvola Rossa'.
Dopo lunghe trattative, la maggior parte dei capi indiani riuniti a Fort Laramie accettò i termini di un nuovo trattato, ma fu solo a novembre che Nuvola Rossa firmò l’accordo. Il trattato di Fort Laramie del 1868 soddisfaceva quasi tutte le richieste di Nuvola Rossa, tra cui l'abbandono dei tre forti nell'area contesa e la chiusura del Bozeman Trail, e istituì la Grande Riserva Sioux che includeva le Black Hills, colline ritenute sacre dagli indiani Lakota.
Due anni dopo Nuvola Rossa incontrò a Washington il presidente Ulysses S. Grant. In quell'occasione egli disse «Noi mangiamo, noi dormiamo, noi riposiamo e staremo presto di nuovo tutti meglio». Questa situazione, però, non era destinata a durare. Il dominio dei Sioux sulla regione del fiume Powder, infatti, si sarebbe infranto appena otto anni dopo.